# ميك ميلر (ضابط شرطة)
ميك ميلر (بالإنجليزية: Mick Miller)‏ هو ضابط شرطة أسترالي، ولد في 13 أكتوبر 1926 في فلمينغتون ‏ في أستراليا.